# Mittelmeerspiele 2009/Schwimmen
| Schwimmen bei den Mittelmeerspielen 2009 | Schwimmen bei den Mittelmeerspielen 2009 |
| ---------------------------------------- | ---------------------------------------- |
| Veranstaltungsort                        | Pescara                                  |
| Teilnehmende Nationen                    | 23                                       |
| Teilnehmende Athleten                    |                                          |
| Entscheidungen                           | 38                                       |
| Eröffnung                                | 27. Juni 2009                            |
| Abschluss                                | 1. Juli 2009                             |

| Medaillenspiegel | Medaillenspiegel | Medaillenspiegel | Medaillenspiegel | Medaillenspiegel | Medaillenspiegel |
| Platz            | Land             | G                | S                | B                | Gesamt           |
| ---------------- | ---------------- | ---------------- | ---------------- | ---------------- | ---------------- |
| 1                | Italien          | 12               | 13               | 14               | 39               |
| 2                | Frankreich       | 10               | 9                | 5                | 24               |
| 3                | Spanien          | 8                | 9                | 8                | 25               |
| 4                | Tunesien         | 5                | 1                | 1                | 7                |
| 5                | Serbien          | 2                | 2                | 1                | 5                |
| 6                | Slowenien        | 1                | 2                | 2                | 5                |
| 7                | Kroatien         | 1                | 0                | 1                | 2                |
| 8                | Zypern           | 1                | 0                | 0                | 1                |
| 9                | Griechenland     | 0                | 5                | 6                | 11               |
| 10               | Algerien         | 0                | 0                | 1                | 1                |

Die Schwimmwettbewerbe der Mittelmeerspiele 2009 wurden im Naiadi Schwimmkomplex in Pescara, Italien von 27. Juni bis zum 1. Juli 2009 abgehalten. Insgesamt gab es 38 Medaillenentscheidungen auf der Langbahn (50 Meter).
Für größtes internationales Aufsehen sorgten die Weltrekorde von Federica Pellegrini über 400 Meter Freistil und von Aschwin Wildeboer Faber über 100 Meter Rücken.
Die erfolgreichsten Schwimmer waren Oussama Mellouli mit fünf Goldmedaillen bei den Männern und Alessia Filippi mit drei Goldmedaillen bei den Frauen.

## Schwimmen Männer

### Freistil

#### 50 m Freistil
Finale am 28. Juni
| Platz | Land         | Athlet                | Zeit        |
| ----- | ------------ | --------------------- | ----------- |
| 1     | Frankreich   | Frédérick Bousquet    | 00:21,17 CR |
| 2     | Frankreich   | Alain Bernard         | 00:21,62    |
| 3     | Italien      | Frederico Bocchia     | 00:22,05    |
| 4     | Italien      | Marco Orsi            | 00:22,10    |
| 5     | Griechenland | Ioannis Kalargaris    | 00:22,38    |
| 6     | Algerien     | Nabil Kebbab          | 00:22,47    |
| 7     | Türkei       | Kaan Tayla            | 00:22,62    |
| 8     | Griechenland | Apostolos Tsagkarakis | 00:22,72    |

#### 100 m Freistil
Finale am 29. Juni
| Platz | Land         | Athlet               | Zeit        |
| ----- | ------------ | -------------------- | ----------- |
| 1     | Frankreich   | Alain Bernard        | 00:47,83 CR |
| 2     | Italien      | Filippo Magnini      | 00:48,27    |
| 3     | Algerien     | Nabil Kebbab         | 00:48,89    |
| 4     | Italien      | Christian Galenda    | 00:48,96    |
| 5     | Griechenland | Ioannis Kalargaris   | 00:49,73    |
| 6     | Serbien      | Radovan Siljevski    | 00:49,82    |
| 7     | Türkei       | Kaan Tayla           | 00:50,20    |
| 8     | Zypern       | Alexandre Bakhtiarow | 00:50,76    |

#### 200 m Freistil
Finale am 30. Juni
| Platz | Land         | Athlet               | Zeit        |
| ----- | ------------ | -------------------- | ----------- |
| 1     | Tunesien     | Oussama Mellouli     | 01:46,44 CR |
| 2     | Tunesien     | Ahmed Mathlouthi     | 01:47,00    |
| 3     | Italien      | Marco Belotti        | 01:47,29    |
| 4     | Italien      | Gianluca Maglia      | 01:47,41    |
| 5     | Griechenland | Andreas Zisimos      | 01:49,23    |
| 6     | Serbien      | Radovan Siljevski    | 01:49,49    |
| 7     | Griechenland | Georgios Demetis     | 01:49,98    |
| 8     | Frankreich   | Guillaume Strohmeyer | 01:50,05    |

#### 400 m Freistil
Finale am 27. Juni
| Platz | Land         | Athlet                | Zeit        |
| ----- | ------------ | --------------------- | ----------- |
| 1     | Tunesien     | Oussama Mellouli      | 03:42,71 CR |
| 2     | Italien      | Samuel Pizzetti       | 02:48,37    |
| 3     | Tunesien     | Ahmed Mathlouthi      | 02:49,65    |
| 4     | Spanien      | Marcos Rivera Miranda | 03:50,56    |
| 5     | Italien      | Massimiliano Rosolino | 03:52,29    |
| 6     | Griechenland | Ioannis Giannoulis    | 03:53,88    |
| 7     | Griechenland | Christos Moutsos      | 03:54,69    |
| 8     | Frankreich   | Anthony Pannier       | 03:55,61    |

#### 1500 m Freistil
Finale am 1. Juli
| Platz | Land         | Athlet                | Zeit        |
| ----- | ------------ | --------------------- | ----------- |
| 1     | Tunesien     | Oussama Mellouli      | 14:38,01 CR |
| 2     | Italien      | Federico Colbertaldo  | 15:04,23    |
| 3     | Spanien      | Marcos Rivera Miranda | 15:11,60    |
| 4     | Italien      | Samuel Pizzetti       | 15:19,27    |
| 5     | Griechenland | Petros Petropoulos    | 15:26,63    |
| 6     | Griechenland | Antonios Fokaidis     | 15:39,46    |
| 7     | Spanien      | Javier Núñez Molano   | 15:40,95    |
| 8     | Frankreich   | Anthony Pannier       | 15:45,63    |

### Schmetterling

#### 50 m Schmetterling
Finale am 30. Juni
| Platz | Land       | Athlet               | Zeit        |
| ----- | ---------- | -------------------- | ----------- |
| 1     | Kroatien   | Mario Todorović      | 00:23,61 CR |
| 2     | Serbien    | Ivan Lendjer         | 00:23,65    |
| 3     | Italien    | Mattia Nalesso       | 00:23,81    |
| 4     | Italien    | Paolo Facchinelli    | 00:23,83    |
| 5     | Slowenien  | Peter Mankoč         | 00:23,93    |
| 5     | Kroatien   | Alexei Puninski      | 00:23,93    |
| 7     | Frankreich | Romain Sassot        | 00:24,14    |
| 8     | Zypern     | Alexandre Bakhtiarow | 00:24,57    |

#### 100 m Schmetterling
Finale am 28. Juni
| Platz | Land         | Athlet                    | Zeit     |
| ----- | ------------ | ------------------------- | -------- |
| 1     | Serbien      | Ivan Lendjer              | 00:51,79 |
| 2     | Frankreich   | Clément Lefert            | 00:51,93 |
| 3     | Slowenien    | Peter Mankoč              | 00:52,41 |
| 4     | Kroatien     | Mario Todorović           | 00:52,41 |
| 5     | Italien      | Mattia Nalesso            | 00:53,03 |
| 6     | Griechenland | Stefanos Dimitriadis      | 00:53,11 |
| 7     | Spanien      | Alex Villaécija García    | 00:53,16 |
| DSQ   | Griechenland | Romanos-Iasonas Alyfantis |          |

#### 200 m Schmetterling
Finale am 1. Juli
| Platz | Land         | Athlet                    | Zeit     |
| ----- | ------------ | ------------------------- | -------- |
| 1     | Frankreich   | Thomas Vilaceca           | 01:57,77 |
| 2     | Italien      | Francesco Vespe           | 01:57,78 |
| 3     | Italien      | Niccolò Beni              | 01:57,92 |
| 4     | Griechenland | Romanos-Iasonas Alyfantis | 01:58,76 |
| 5     | Spanien      | Carlos Leñador Rivas      | 02:00,02 |
| 6     | Frankreich   | Romain Sassot             | 02:02,67 |
| 7     | Albanien     | Endi Babi                 | 02:04,68 |
| 8     | Libanon      | Georges Fatoul            | 02:15,04 |

### Rücken

#### 50 m Rücken
Finale am 27. Juni
| Platz | Land         | Athlet                  | Zeit        |
| ----- | ------------ | ----------------------- | ----------- |
| 1     | Spanien      | Aschwin Wildeboer Faber | 00:24,73 CR |
| 2     | Frankreich   | Camille Lacourt         | 00:25,03    |
| 3     | Frankreich   | Jérémy Stravius         | 00:25,04    |
| 4     | Italien      | Marco Di Torra          | 00:25,48    |
| 5     | Griechenland | Aristeidis Grigoriadis  | 00:25,57    |
| 6     | Italien      | Sebastiano Ranfagni     | 00:25,91    |
| 7     | Kroatien     | Ante Cvitkovic          | 00:26,27    |
| 8     | Kroatien     | Ivan Tolic              | 00:27,29    |

#### 100 m Rücken
Finale am 30. Juni
| Platz | Land         | Athlet                  | Zeit        |
| ----- | ------------ | ----------------------- | ----------- |
| 1     | Spanien      | Aschwin Wildeboer Faber | 00:52,87 CR |
| 2     | Griechenland | Aristeidis Grigoriadis  | 00:54,00    |
| 3     | Italien      | Marco Di Torra          | 00:54,45    |
| 4     | Frankreich   | Jérémy Stravius         | 00:54,67    |
| 5     | Spanien      | Rufino Regueira Suárez  | 00:56,01    |
| 6     | Griechenland | Dimitrios Chasioris     | 00:57,09    |
| 7     | Slowenien    | Robert Žbogar           | 00:57,46    |
| DSQ   | Kroatien     | Ante Cvitkovic          |             |

#### 200 m Rücken
Finale am 28. Juni
| Platz | Land         | Athlet                  | Zeit        |
| ----- | ------------ | ----------------------- | ----------- |
| 1     | Spanien      | Aschwin Wildeboer Faber | 01:54,96 CR |
| 2     | Italien      | Sebastiano Ranfagni     | 01:58,59    |
| 3     | Italien      | Damiano Lestingi        | 01:59,96    |
| 4     | Frankreich   | Benjamin Stasiulis      | 02:00,23    |
| 5     | Griechenland | Dimitrios Chasiotis     | 02:00,87    |
| 6     | Spanien      | Rufino Regueira Suárez  | 02:01,20    |
| 7     | Slowenien    | Robert Žbogar           | 02:03,24    |
| 8     | Griechenland | Georgios Demetis        | 02:04,24    |

### Brust

#### 50 m Brust
Finale am 1. Juli
| Platz | Land       | Athlet             | Zeit        |
| ----- | ---------- | ------------------ | ----------- |
| 1     | Italien    | Alessandro Terrin  | 00:27,22 CR |
| 2     | Slowenien  | Emil Tahirovič     | 00:27,27    |
| 3     | Serbien    | Čaba Silađi        | 00:27,34    |
| 4     | Slowenien  | Matjaz Markić      | 00:27,39    |
| 5     | Italien    | Luca Residori      | 00:27,77    |
| 6     | Frankreich | Tony De Pellegrini | 00:28,11    |
| 7     | Kroatien   | Vanja Rogulj       | 00:28,29    |
| 8     | Spanien    | Melquíades Álvarez | 00:28,45    |

#### 100 m Brust
Finale am 27. Juni
| Platz | Land       | Athlet                | Zeit        |
| ----- | ---------- | --------------------- | ----------- |
| 1     | Spanien    | Melquíades Álvarez    | 01:00,45 CR |
| 2     | Serbien    | Čaba Silađi           | 01:00,68    |
| 3     | Italien    | Luca Pizzini          | 01:01,26    |
| 4     | Slowenien  | Emil Tahirovič        | 01:01,66    |
| 5     | Frankreich | Giacomo Perez-Dortona | 01:01,81    |
| 6     | Algerien   | Sofiane Daid          | 01:02,23    |
| 7     | Frankreich | Hugues Duboscq        | 01:02,37    |
| 8     | Slowenien  | Mitjaz Markić         | 01:02,46    |

#### 200 m Brust
Finale 29. Juni
| Platz | Land         | Athlet                    | Zeit        |
| ----- | ------------ | ------------------------- | ----------- |
| 1     | Spanien      | Melquíades Álvarez        | 02:09,69 CR |
| 2     | Italien      | Edoardo Giorgetti         | 02:10,11    |
| 3     | Griechenland | Romanos-Iasonas Alyfantis | 02:11,54    |
| 4     | Italien      | Loris Facci               | 02:13,35    |
| 5     | Frankreich   | Tony de Pellegrini        | 02:14,13    |
| 6     | Andorra      | Hocine Haciane            | 02:14,47    |
| 7     | Griechenland | Savvas Kougioumtzoglou    | 02:15,15    |
| 8     | Frankreich   | Thibault Marand           | 02:15,44    |

### Lagen

#### 200 m Lagen
Finale am 27. Juni
| Platz | Land         | Athlet                    | Zeit        |
| ----- | ------------ | ------------------------- | ----------- |
| 1     | Tunesien     | Oussama Mellouli          | 01:58,38 CR |
| 2     | Griechenland | Romanos-Iasonas Alyfantis | 01:59,89    |
| 3     | Italien      | Alessio Boggiatto         | 02:01,13    |
| 4     | Italien      | Luca Angelo Dioli         | 02:02,10    |
| 5     | Tunesien     | Taki Mrabet               | 02:02,21    |
| 6     | Spanien      | Brenton Cabello Frons     | 02:05,18    |
| 7     | Kroatien     | Nikša Roki                | 02:05,54    |
| 8     | Griechenland | Matteo Lioupis            | 02:06,24    |

#### 400 m Lagen
Finale am 29. Juni
| Platz | Land         | Athlet              | Zeit        |
| ----- | ------------ | ------------------- | ----------- |
| 1     | Tunesien     | Oussama Mellouli    | 04:10,53 CR |
| 2     | Italien      | Luca Marin          | 04:13,58    |
| 3     | Italien      | Luca Angelo Dioli   | 04:15,13    |
| 4     | Frankreich   | Anthony Pannier     | 04:20,76    |
| 5     | Tunesien     | Taki Mrabet         | 04:28,45    |
| 6     | Griechenland | Georgios Arymplias  | 04:29,82    |
| 7     | Frankreich   | Raoul Shaw          | 04:31,49    |
| DSQ   | Spanien      | Javier Núñez Molano |             |

### Staffel

#### Staffel 4 × 100 m Freistil
Finale am 28. Juni
| Platz | Land         | Athleten                                                                                                   | Zeit        |
| ----- | ------------ | --- | ----------- |
| 1     | Frankreich   | - Frédérick Bousquet - William Meynard - Amaury Leveaux - Alain Bernard                                    | 03:12,03 CR |
| 2     | Italien      | - Alessandro Calvi - Marco Orsi - Gianluca Maglia - Christian Galenda                                      | 03:13,78    |
| 3     | Griechenland | - Ioannis Kalargaris - Andreas Zisimos - Apostolos Tsagkarakis - Aristeidis Grigoriadis                    | 03:19,17    |
| 4     | Kroatien     | - Alexei Puninski - Dominik Straga - Mario Delac - Ivan Perhat                                             | 03:19,92    |
| 5     | Spanien      | - Daniel Fernandez Caballero - Jose Antonio Alonso Tellez - Brenton Cabello Forns - Alex Villaecija Garcia | 03:22,34    |
| 6     | Türkei       | - Can Anacak - Kaan Tayla - Goksu Bicer - Kemal Arda Gürdal                                                | 03:24,76    |
| 7     | Albanien     | - Sidni Hoxha - Endi Babi - Eros Qama - Florenc Llanaj                                                     | 03:40,93    |
| 8     | Libanon      | - Makram Fatoul - Mahmoud Daaboul - Nadim Barakat - Georges Fatoul                                         | 03:49,18    |

#### Staffel 4 × 200 m Freistil
Finale am 29. Juni
| Platz | Land         | Athleten                                                                                  | Zeit        |
| ----- | ------------ | ----------------------------------------------------------------------------------------- | ----------- |
| 1     | Italien      | - Emiliano Brembilla - Marco Belotti - Gianluca Maglia - Filippo Magnini                  | 07:09,44 CR |
| 2     | Frankreich   | - Jérémy Stravius - Kevin Trannoy - Sébastien Bodet - Guillaume Strohmeyer                | 07:13,27    |
| 3     | Griechenland | - Andreas Zisimos - Georgios Demetis - Christos Moutsos - Ioannis Giannoulis              | 07:16,39    |
| 4     | Tunesien     | - Farouk Omar Ben Jeddi - Ahmed Mathlouthi - Taki Mrabet - Oussama Mellouli               | 07:21,56    |
| 5     | Spanien      | - José A. Alonso - Alex Villaecija Garcia - Rufino Regueira Suarez - Marco Rivera Miranda | 07:21,73    |
| 6     | Kroatien     | - Dominik Straga - Sasa Impric - Mario Delac - Nikša Roki                                 | 07:29,96    |
| 7     | Libanon      | - Makram Fatoul - Mahmoud Daaboul - Nadim Barakat - Georges Fatoul                        | 08:22,80    |

#### Staffel 4 × 100 m Lagen
Finale am 1. Juli
| Platz | Land         | Athleten                                                                                         | Zeit        |
| ----- | ------------ | ------------------------------------------------------------------------------------------------ | ----------- |
| 1     | Spanien      | - Aschwin Wildeboer Faber* - Melquíades Álvarez - Alex Villaécija García - José A. Alonso        | 03:34,22 CR |
| 2     | Griechenland | - Aristeidis Grigoriadis - Romanos-Iasonas Alyfantis - Stefanos Dimitriadis - Ioannis Kalargaris | 03:34,71    |
| 3     | Italien      | - Enrico Catalano - Fabio Scozzoli - Rudy Goldin - Andrea Rolla                                  | 03:35,55    |
| 4     | Slowenien    |                                                                                                  | 03:41,25    |
| 5     | Kroatien     |                                                                                                  | 03:41,78    |
| 6     | Türkei       |                                                                                                  | 03:51,40    |
| 7     | Zypern       |                                                                                                  | 04:05,09    |
| 8     | Albanien     |                                                                                                  | 04:10,09    |

- Aschwin Wildeboer Faber markierte als Startschwimmer einen neuen WR über 100 Meter Rücken

## Schwimmen Frauen

### Freistil

#### 50 m Freistil
Finale am 28. Juni
| Platz | Land         | Athlet                      | Zeit        |
| ----- | ------------ | --------------------------- | ----------- |
| 1     | Frankreich   | Malia Metella               | 00:24,88 CR |
| 2     | Italien      | Gigliola Tecchio            | 00:25,56    |
| 2     | Italien      | Cristina Chiuso             | 00:25,56    |
| 4     | Griechenland | Martha Matsa                | 00:25,57    |
| 5     | Serbien      | Miroslava Najdanovski       | 00:25,64    |
| 6     | Griechenland | Theodora Drakou             | 00:25,70    |
| 7     | Spanien      | Araceli Herráez de la Calle | 00:25,83    |
| 8     | Slowenien    | Nina Drolc                  | 00:26,08    |

#### 100 m Freistil
Finale am
| Platz | Land         | Athlet                | Zeit     |
| ----- | ------------ | --------------------- | -------- |
| 1     | Serbien      | Miroslava Najdanovski | 00:55,09 |
| 2     | Griechenland | Theodora Drakou       | 00:55,65 |
| 3     | Spanien      | María Fuster Martínez | 00:55,80 |
| 4     | Spanien      | Laura Fernández       | 00:55,84 |
| 5     | Italien      | Erica Buratto         | 00:56,04 |
| 6     | Zypern       | Anna Stylianou        | 00:56,26 |
| 7     | Italien      | Alice Carpanese       | 00:56,48 |
| 8     | Serbien      | Anđelka Petrović      | 00:56,73 |

#### 200 m Freistil
Finale am 30. Juni
| Platz | Land         | Athlet                   | Zeit        |
| ----- | ------------ | ------------------------ | ----------- |
| 1     | Spanien      | Patricia Castro Ortega   | 01:58,91 CR |
| 2     | Frankreich   | Ophélie-Cyrielle Étienne | 01:59,11    |
| 3     | Italien      | Alice Carpanese          | 02:00,67    |
| 4     | Zypern       | Anna Stylianou           | 02:00,76    |
| 5     | Spanien      | Arantxa Ramos Plasencia  | 02:02,68    |
| 6     | Griechenland | Eleni Kosti              | 02:02,73    |
| 7     | Griechenland | Vasiliki Tsampasian      | 02:03,37    |
| 8     | Frankreich   | Margaux Fabre            | 02:03,90    |

#### 400 m Freistil
Finale am 27. Juni
| Platz | Land       | Athlet                   | Zeit        |
| ----- | ---------- | ------------------------ | ----------- |
| 1     | Italien    | Federica Pellegrini      | 04:00,41 WR |
| 2     | Frankreich | Coralie Balmy            | 04:05,37    |
| 3     | Spanien    | Erika Villaécija Garcia  | 04:08,85    |
| 4     | Spanien    | Patricia Castro Ortega   | 04:10,01    |
| 5     | Frankreich | Ophélie-Cyrielle Étienne | 04:11,13    |
| 6     | Slowenien  | Nina Cesar               | 04:11,96    |
| 7     | Italien    | Giulia Bolgiani          | 04:16,82    |
| 8     | Slowenien  | Nika Karlina             | 04:18,82    |

#### 800 m Freistil
Finale am 30. Juni
| Platz | Land         | Athlet                        | Zeit        |
| ----- | ------------ | ----------------------------- | ----------- |
| 1     | Italien      | Alessia Filippi               | 08:20,78 CR |
| 2     | Slowenien    | Nina Cesar                    | 08:31,26    |
| 3     | Frankreich   | Ophélie-Cyrielle Étienne      | 08:32,38    |
| 4     | Spanien      | Erika Villaécija Garcia       | 08:36,12    |
| 5     | Italien      | Martina Rita Caramignoli      | 08:39,40    |
| 6     | Griechenland | Eleftheria Evgenia Efstathion | 08:54,39    |
| 7     | Griechenland | Kalliopo Araouzou             | 09:02,38    |
| DNS   | Frankreich   | Margaux Fabre                 |             |

### Schmetterling

#### 50 m Schmetterling
Finale am 30. Juni
| Platz | Land         | Athlet                   | Zeit        |
| ----- | ------------ | ------------------------ | ----------- |
| 1     | Frankreich   | Mélanie Henique          | 00:26,37 CR |
| 2     | Italien      | Cristina Maccagnola      | 00:26,65    |
| 3     | Spanien      | Ángela San Juan Cisneros | 00:26,80    |
| 4     | Griechenland | Kristel Vourna           | 00:27,01    |
| 5     | Zypern       | Anna Schoholeva          | 00:27,27    |
| 6     | Türkei       | Iris Rosenberger         | 00:27,30    |
| 7     | Italien      | Chiara Mazzoni           | 00:27,33    |
| 8     | Kroatien     | Monika Babok             | 00:27,50    |

#### 100 m Schmetterling
Finale am 28. Juni
| Platz | Land         | Athlet                   | Zeit        |
| ----- | ------------ | ------------------------ | ----------- |
| 1     | Italien      | Francesca Segat          | 00:59,13 CR |
| 2     | Frankreich   | Diane Bui Duyet          | 00:59,24    |
| 3     | Spanien      | Ángela San Juan Cisneros | 00:59,60    |
| 4     | Italien      | Ilaria Bianchi           | 00:59,88    |
| 5     | Türkei       | Iris Rosenberger         | 01:00,61    |
| 6     | Zypern       | Anna Schoholeva          | 01:01,12    |
| 7     | Griechenland | Panagiota Tsialta        | 01:01,46    |
| 8     | Slowenien    | Sofija Djelic            | 01:02,75    |

#### 200 m Schmetterling
Finale am 1. Juli
| Platz | Land         | Athlet                 | Zeit        |
| ----- | ------------ | ---------------------- | ----------- |
| 1     | Italien      | Caterina Giacchetti    | 02:06,89 CR |
| 2     | Spanien      | Mireia Belmonte García | 02:06,90    |
| 3     | Italien      | Paola Cavallino        | 02:10,19    |
| 4     | Frankreich   | Magali Rousseau        | 02:10,50    |
| 5     | Griechenland | Panagiota Tsialta      | 02:14,94    |
| 6     | Griechenland | Andriana Terzi         | 02:15,67    |
| 7     | Türkei       | Yasemin Rosenberger    | 02:16,53    |
| 8     | Türkei       | Iris Rosenberger       | 02:20,50    |

### Rücken

#### 50 m Rücken
Finale am 27. Juni
| Platz | Land       | Athlet               | Zeit        |
| ----- | ---------- | -------------------- | ----------- |
| 1     | Italien    | Elena Gemo           | 00:28,60 CR |
| 2     | Spanien    | Mercedes Peris       | 00:28,64    |
| 3     | Kroatien   | Sanja Jovanović      | 00:28,65    |
| 4     | Frankreich | Esther Baron         | 00:28,78    |
| 5     | Italien    | Laura Letrari        | 00:29,00    |
| 6     | Spanien    | Duane da Rocha Marcé | 00:29,23    |
| 6     | Serbien    | Marica Strazmester   | 00:29,23    |
| 8     | Kroatien   | Lidja Franić         | 00:29,85    |

#### 100 m Rücken
Finale am 30. Juni
| Platz | Land         | Athlet                | Zeit        |
| ----- | ------------ | --------------------- | ----------- |
| 1     | Frankreich   | Alexianne Castel      | 01:02,13 CR |
| 2     | Spanien      | Duane Da Rocha Marcé  | 01:02,30    |
| 3     | Griechenland | Aspasia Petradaki     | 01:02,48    |
| 4     | Serbien      | Marica Strazmester    | 01:02,62    |
| 5     | Kroatien     | Sanja Jovanović       | 01:02,72    |
| 6     | Italien      | Valentina De Nardi    | 01:03,04    |
| 7     | Spanien      | Mercedes Peris        | 01:03,52    |
| 8     | Griechenland | Amaryllis Angouridaki | 01:04,47    |

#### 200 m Rücken
Finale am 28. Juni
| Platz | Land         | Athlet               | Zeit        |
| ----- | ------------ | -------------------- | ----------- |
| 1     | Italien      | Alessia Filippi      | 02:08,03 CR |
| 2     | Spanien      | Duane da Rocha Marcé | 02:11,73    |
| 3     | Frankreich   | Alexianne Castel     | 02:12,43    |
| 4     | Italien      | Valentina Lucconi    | 02:13,74    |
| 5     | Griechenland | Stella Boumi         | 02:14,63    |
| 6     | Slowenien    | Anja Carman          | 02:14,63    |
| 7     | Frankreich   | Cloe Credeville      | 02:15,66    |
| 8     | Türkei       | Gizem Yalı           | 02:18,90    |

### Brust

#### 50 m Brust
Finale am 1. Juli
| Platz | Land         | Athlet                 | Zeit        |
| ----- | ------------ | ---------------------- | ----------- |
| 1     | Zypern       | Anastasia Chrystoforou | 00:31,12 CR |
| 2     | Spanien      | Concepción Badillo     | 00:31,14    |
| 3     | Italien      | Roberta Panara         | 00:31,19    |
| 4     | Italien      | Erica Donadon          | 00:31,75    |
| 5     | Frankreich   | Sophie de Ronchi       | 00:32,01    |
| 6     | Griechenland | Angeliki Exarchou      | 00:32,13    |
| 7     | Türkei       | Dilara Buse Günaydın   | 00:33,42    |
| DSQ   | Griechenland | Maria-Anna Letsiou     |             |

#### 100 m Brust
Finale am 27. Juni
| Platz | Land         | Athlet               | Zeit        |
| ----- | ------------ | -------------------- | ----------- |
| 1     | Italien      | Roberta Panara       | 01:08,47 CR |
| 2     | Griechenland | Angeliki Exarchou    | 01:08,99    |
| 3     | Italien      | Giulia Fabbri        | 01:09,14    |
| 4     | Spanien      | Concepción Badillo   | 01:09,19    |
| 5     | Frankreich   | Sophie de Ronchi     | 01:09,67    |
| 6     | Slowenien    | Nina Sovinek         | 01:09,79    |
| 7     | Frankreich   | Fanny Babou          | 01:11,20    |
| 8     | Türkei       | Dilara Buse Günaydın | 01:11,78    |

#### 200 m Brust
Finale am 29. Juni
| Platz | Land         | Athlet            | Zeit        |
| ----- | ------------ | ----------------- | ----------- |
| 1     | Frankreich   | Coralie Dobral    | 02:26,41 CR |
| 2     | Italien      | Chiara Boggiatto  | 02:26,84    |
| 3     | Griechenland | Angeliki Exarchou | 02:29,05    |
| 4     | Serbien      | Nađa Higl         | 02:29,79    |
| 5     | Tunesien     | Sarra Lajnef      | 02:31,01    |
| 6     | Frankreich   | Sophie de Ronchi  | 02:31,47    |
| 7     | Italien      | Ombretta Plos     | 02:31,53    |
| 8     | Spanien      | Aurora Pérez      | 02:33,10    |

### Lagen

#### 200 m Lagen
Finale am 27. Juni
| Platz | Land         | Athlet                 | Zeit        |
| ----- | ------------ | ---------------------- | ----------- |
| 1     | Frankreich   | Camille Muffat         | 02:10,36 CR |
| 2     | Spanien      | Mireia Belmonte García | 02:13,07    |
| 3     | Slowenien    | Anja Klinar            | 02:14,24    |
| 4     | Italien      | Francesca Aceto        | 02:15,78    |
| 5     | Tunesien     | Sarra Lajnef           | 02:17,81    |
| 6     | Slowenien    | Tanja Šmid             | 02:20,84    |
| 7     | Serbien      | Andrea Basaraba        | 02:24,51    |
| DSQ   | Griechenland | Vasiliki Kavarnou      |             |

#### 400 m Lagen
Finale am 29. Juni
| Platz | Land         | Athlet               | Zeit        |
| ----- | ------------ | -------------------- | ----------- |
| 1     | Slowenien    | Anja Klinar          | 04:39,48 CR |
| 2     | Italien      | Francesca Segat      | 04:42,27    |
| 3     | Frankreich   | Lara Grangeon        | 04:43,54    |
| 4     | Italien      | Francesca Aceto      | 04:47,17    |
| 5     | Griechenland | Stella Boumi         | 04:52,26    |
| 6     | Tunesien     | Maroua Mathlouthi    | 04:59,43    |
| 7     | Griechenland | Konstantina Papailia | 05:06,71    |
| 8     | Libanon      | Nibal Yamout         | 05:15,43    |

### Staffel

#### Staffel 4 × 100 m Freistil
Finale am 27. Juni
| Platz | Land         | Athleten                                                                                                | Zeit        |
| ----- | ------------ | --- | ----------- |
| 1     | Italien      | - Erica Buratto - Laura Letrari - Giorgia Mancin - Federica Pellegrini                                  | 03:40,63 CR |
| 2     | Frankreich   | - Malia Metella CR - Aurore Mongel - Hanna Shcherba-Lorgeril - Ophélie-Cyrielle Étienne                 | 03:41,65    |
| 3     | Spanien      | - Laura Fernández Rodríguez - Patricia Castro Ortega - María Fuster Martínez - Ángela San Juan Cisneros | 03:43,48    |
| 4     | Griechenland | | 03:48,00    |
| 5     | Slowenien    | | 03:50,29    |
| 6     | Serbien      | | 03:52,73    |
| 7     | Marokko      | | 04:10,81    |

#### Staffel 4 × 200 m Freistil
Finale am 30. Juni
| Platz | Land         | Athleten                                                                                                 | Zeit        |
| ----- | ------------ | --- | ----------- |
| 1     | Italien      | - Flavia Zoccari - Erica Buratto - Alice Capranese - Alessia Filippi                                     | 07:56,69 CR |
| 2     | Frankreich   | - Lara Grangeon - Margaux Fabre - Ophélie-Cyrielle Étienne - Sophie Huber                                | 08:05,78    |
| 3     | Spanien      | - Patricia Castro Ortega - Arantxa Ramos Plasencia - Laura Fernández Rodríguez - Erika Villaécija García | 08:06,21    |
| 4     | Slowenien    | | 08:11,05    |
| 5     | Griechenland | | 08:28,71    |

#### Staffel 4 × 100 m Lagen
Finale am 1. Juli
| Platz | Land         | Athleten                                                                                       | Zeit        |
| ----- | ------------ | ---------------------------------------------------------------------------------------------- | ----------- |
| 1     | Italien      | - Valentina De Nardi - Roberta Panara - Caterina Giacchetti - Livia Travaglini                 | 04:04,57 CR |
| 2     | Spanien      | - Duane Da Rocha Marce - Concepción Badillo - Ángela San Juan Cisneros - María Fuster Martínez | 04:04,88    |
| 3     | Griechenland | - Aspasia Petradaki - Angeliki Exarchou - Panagiota Tsialta - Theodora Drakou                  | 04:06,38    |
| 4     | Slowenien    |                                                                                                | 04:09,87    |
| 5     | Serbien      |                                                                                                | 04:14,14    |
| 6     | Türkei       |                                                                                                | 04:18,62    |
| DSQ   | Zypern       |                                                                                                |             |